# AC-15
La AC-15, conocido como el Acceso al puerto exterior de La Coruña es una autovía urbana de la provincia de La Coruña que une la autopista de peaje, AG-55 con el puerto exterior de La Coruña, o puerto exterior de Langosteira. Se trata de la vía rápida para el acceso al puerto exterior de La Coruña desde Barionuevo o Quinto Pino, en el municipio arteiján. La ubicación del inicio de la autovía de Acceso al Puerto Exterior de La Coruña, está cerca de un poblado Meicende y la ubicación final de la autovía está en la zona de Suevos, de allí está el puerto exterior de Langosteira.
Tiene una longitud de 5,1 km y conecta con la autopista de peaje, AG-55 con el puerto exterior de Langosteira. Solamente tiene previsto para enlazarse ambos destinos sin enlaces, más adelante, proyectará un nuevo enlace de Meicende para enlazar con la carretera autonómica AC-415. Está previsto para sustituirse al acceso por carretera que va al polígono industrial de Sabón y el poblado Arteijo. Dependiendo del volumen de tráfico que le recorre por esta autovía para las mercancías de los camiones como cargas y descargas a La Coruña y otros poblados cercanos, incluyendo Santiago de Compostela, por ejemplo.

## Boletín Oficial del Estado y la cronología del proyecto/obras
- Con fecha de: 12 de marzo del año 2005. «BOE» núm. , de 12 de marzo de 2005, páginas 2146 a 2146:[2] Referencia: 30.40/05-4; PP-002/05; EI4-LC-12. Objeto del contrato: Prestación de servicios de Consultoría y Asistencia para la redacción del estudio informativo: Acceso al Puerto Exterior de La Coruña. Presupuesto de licitación: 155.902,00 €. Garantía provisional: 3.118,04 €. Plazo de ejecución: 12 meses.

- Con fecha de: 20 de septiembre del año 2005. «BOE» núm. , de 20 de septiembre de 2005, páginas 8390 a 8390:[3] Resolución de la Secretaria de Estado de Infraestructuras y Planificación por la que se anuncia la adjudicación del contrato de consultoría y asistencia por el procedimiento abierto y forma de adjudicación de concurso. Ref.: 30.40/05-4. Clave: EI4-LC-12. Ref.: PP-002/05 (descripción del objeto: Redacción del estudio informativo: Acceso al Puerto exterior de La Coruña. Provincia de La Coruña. d) Boletín o Diario Oficial y fecha de publicación del anuncio de licitación: 61, de 12 de marzo de 2005).

- Con fecha de: 22 de marzo del año 2007. «BOE» núm. , de 22 de marzo de 2007, páginas 3318 a 3318:[4] Anuncio de la Demarcación de Carreteras del Estado en Galicia por el que se somete a información pública la aprobación provisional del estudio informativo y del estudio de impacto ambiental: «Acceso al puerto exterior de A Coruña». Clave: EI-4-LC-12.

- Con fecha de: 17 de octubre del año 2007. «BOE» núm. , de 17 de octubre de 2007, páginas 12284 a 12284:[5] Anuncio de la Demarcación de Carreteras del Estado en Galicia por el que se somete a Información Pública la aprobación provisional del Documento Complementario del Estudio Informativo y del Estudio de Impacto Ambiental: «Acceso al Puerto Exterior de A Coruña». Clave: EL-4-LC-12.

- Con fecha de: 8 de octubre del año 2008. «BOE» núm. , de 8 de octubre de 2008, páginas 11638 a 11639:[6] Referencia: 30.145/08-3; 47-LC-7050; PR-517/08. Objeto del contrato: Contrato de Servicios: Redacción de los proyectos de trazado y construcción: «Acceso al Puerto Exterior de A Coruña. Conexión entre el Puerto Exterior de A Coruña y la Autovía AG-55». Provincia de La Coruña. Presupuesto de licitación: 1.479.170,00 €. Garantía provisional: 44.375,10 €. Plazo máximo de ejecución: 8 meses. Criterios de valoración: Los establecidos en la Sección segunda del Capítulo II. Ponderación de la oferta técnica: 50. Ponderación de la oferta económica: 50. El contrato podría ser financiado con fondos F.E.D.E.R.

- Con fecha de: 29 de enero del año 2009. «BOE» núm. 25, de 29 de enero de 2009, páginas 8034 a 8034:[7] Anuncio de la Demarcación de Carreteras del Estado en Galicia sobre Resolución de la Secretaría de Estado de Infraestructuras por la que se aprueba el Expediente de Información Pública y definitivamente el Estudio Informativo de clave: EI-4-LC-12 "Acceso al Puerto Exterior de A Coruña y su Documento Complementario". La Coruña.

- Con fecha de: 13 de mayo del año 2009. «BOE» núm. 116, de 13 de mayo de 2009, páginas 56848 a 56848:[8] Anuncio de adjudicación de: Dirección General de Carreteras. Objeto: 47-LC-7050. Redacción de los proyectos de trazado y construcción: "Acceso al Puerto Exterior de A Coruña. Conexión entre el Puerto Exterior de A Coruña y la Autovía AG-55". Expediente: 47-LC-7050.

- Con fecha de: 19 de diciembre del año 2009. «BOE» núm. 305, de 19 de diciembre de 2009, páginas 156993 a 156994:[9] Referencia: 20091043-C. Objeto del contrato: Ejecución de las obras: "Acceso al Puerto Exterior de A Coruña". Provincia de La Coruña. Presupuesto de licitación (IVA excluido): 56.892.952,75 euros. IVA: 9.102.872,44 euros. Importe total: 65.995.825,19 euros. Plazo máximo de ejecución: 24 meses. Clasificación de contratista: A-2-f y A-5-f. Apertura de las ofertas: 13 de abril de 2010 a las 10:00 horas, en Paseo de la Castellana, 67. Sala de Proyección. Madrid, 28071.

- Con fecha de: 11 de enero del año 2010. «BOE» núm. 9, de 11 de enero de 2010, páginas 1663 a 1664:[10] Anuncio de la Demarcación de Carreteras del Estado en Galicia de Información Pública sobre el levantamiento de Actas Previas a la ocupación de bienes y derechos afectados y Actas Previas a la ocupación temporal de fincas afectadas por las obras del Proyecto "Acceso al puerto exterior de A Coruña". Provincia de La Coruña. Clave: 47-LC-7050. Términos Municipales: La Coruña y Arteijo.

- Con fecha de: 31 de marzo del año 2010. «BOE» núm. 78, de 31 de marzo de 2010, páginas 35184 a 35185:[11] Acuerdo del Consejo de Administración de la Sociedad Estatal de Infraestructuras del Transporte Terrestre, Sociedad Anónima (SEITT) de fecha 25 de marzo de 2010, por el que se anuncia la licitación del contrato de servicios para el control y vigilancia de las obras del proyecto: "Acceso al Puerto exterior de A Coruña" expediente: 20103003-V (47-LC-7050).

- Con fecha de: 13 de abril del año 2010. «BOE» núm. 89, de 13 de abril de 2010, páginas 38932 a 38932:[12] Acuerdo de la Dirección General de la Sociedad Estatal de Infraestructuras del Transporte Terrestre, Sociedad Anónima (SEITT) por la que se hace pública información relativa a diversos contratos de obra licitados por la Sociedad.

- Con fecha de: 9 de octubre del año 2010. «BOE» núm. 245, de 9 de octubre de 2010, páginas 110340 a 110340:[13] Anuncio de la Sociedad Estatal de Infraestructuras del Transporte Terrestre, Sociedad Anónima (SEITT) de adjudicación definitiva del contrato de ejecución de la obra del Acceso al puerto exterior de La Coruña. Expediente 20091043-C.

- Con fecha de: 26 de octubre del año 2010. «BOE» núm. 259, de 26 de octubre de 2010, páginas 116477 a 116477:[14] Anuncio de la Sociedad Estatal de Infraestructuras del Transporte Terrestre, Sociedad Anónima (SEITT) de adjudicación definitiva del contrato de servicios para el control y vigilancia de las obras del proyecto Acceso al puerto exterior de La Coruña. Expediente 20103003-C.

- Con fecha de: 19 de marzo del año 2014. «BOE» núm. 67, de 19 de marzo de 2014, páginas 12814 a 12815:[15] Anuncio de la Demarcación de Carreteras del Estado en Galicia de información pública y convocatoria para el levantamiento de actas previas a la ocupación de bienes y derechos afectados por el proyecto modificado n.º 1 de la obra "Acceso al puerto exterior de A Coruña." Clave: 47-LC-7050. Término municipal de Arteijo. (nota: El BOE de la fecha de 19 de marzo del año 2014, se refería al enlace de la AC-15 con la autopista de peaje AG-55, por lo cual que había modificado el proyecto a debido de la crisis española del año 2010).

Las obras iniciaron en el invierno-primavera de 2011, únicamente solamente entre el puerto exterior de Langosteira y la carretera autonómica AC-415 de Meicende, le construyeron un túnel y las plataformas de la autovía, incluyendo el viaducto de la carretera autonómica AC-415. Concluyeron las obras en junio de 2016.
Las obras del enlace de la AC-15 con la autopista de peaje AG-55, tenía previsto en iniciarse junto al tramo del puerto exterior de Langosteira y la carretera autonómica AC-415 de Meicende, pero por razones presupuestarias, había cancelado las obras. Empezaron las obras en mayo de 2014 y la duración de las obras son 15 meses con lo que había previsto para agosto de 2015, pero ha habido retrasos. Tiene que derribar el antiguo paso superior de la carretera autonómica AC-552 en la zona de Quinto Pino para ampliar el espacio de la ladera que configura el enlace a la autopista de peaje, AG-55 dirección La Coruña, incluyendo la vía lateral procede del sentido Carballo, y fue demolido en octubre de 2015, además de que ha puesto en servicio del nuevo paso superior, al lado del antiguo, casi dos meses antes de la demolición. El nuevo paso superior iniciaron en marzo de 2015 y concluyeron en octubre de 2015, con la duración de 7 meses de obras.

## Enlace de la AC-415 con la AC-15
El Ministerio de Transportes, Movilidad y Agenda Urbana sometieron la información pública del proyecto del nuevo enlace de la carretera AC-415 con la AC-15, en mayo de 2015. Contando con un presupuesto del proyecto, unos 6,67 millones de euros.
En el Boletín Oficial del Estado (BOE), ha publicado con fecha del 29 de diciembre de 2017 («BOE» núm. 316, de 29 de diciembre de 2017), el inicio del trámite de la DIA sobre este dicho nuevo enlace de la AC-15 con la carretera autonómica AC-415. Desde entonces, no ha habido avances de este proyecto, por lo que queda bloqueado durante un largo tiempo y en la actualidad sigue pendiente de la aprobación definitiva de la DIA.

## Prolongación de la AC-15 a la Tercera Ronda y la AC-14
El 21 de diciembre de 2017, el Ministerio de Transportes, Movilidad y Agenda Urbana ha aprobado definitivamente el estudio informativo de la prolongación de la AC-15 hasta la V-14 y la AC-14. Contado con un presupuesto del proyecto, unos 27 millones de euros, como estimado y tendrá una longitud de unos 2,9 kilómetros. El 2 de noviembre de 2023, ha licitado el proyecto y el 6 de mayo de 2024 ha adjudicado el proyecto de la prolongación, y queda pendiente de la aprobación definitivamente del proyecto.

## Tramos
| Denominación | Tramo                                                                                  | Kilómetros | Año servicio / Estado (2025)                                                                       |
| ------------ | -------------------------------------------------------------------------------------- | ---------- | -------------------------------------------------------------------------------------------------- |
| AC-15        | Puerto Exterior de Langosteira - AC-415 Pastoriza                                      | 5,1        | 2016                                                                                               |
| AC-15        | AC-415 Pastoriza - Enlace con la AG-55 Tramo original Enlace con la AC-415 (Pastoriza) | 0,9 -      | 2016 Sometida a información pública                                                                |
|              | Enlace con la AG-55 Arteijo - AC-14 V-14 Las Rañas (La Coruña)                         | 2,9        | En redacción de proyecto (pendiente someter a información pública) (pendiente licitación de obras) |

## Trazado
| Velocidad | Esquema | Salida | Sentido Arteijo                                                                                                   | Carriles | Sentido Puerto Exterior Langosteira | Carretera | Notas |
| --------- | ------- | ------ | --- | -------- | --- | --------- | ----- |
|           |         |        | Comienzo de la Autovía de Acceso al Puerto Exterior de La Coruña AC-15 Procede de: Puerto Exterior de Langosteira |          | Fin de la Autovía de Acceso al Puerto Exterior de La Coruña AC-15 Incorporación final: Sabón MUELLE A ACREDITACIÓN VEHÍCULOS NO AUTORIZADOS |           |       |
|           |         |        | Aduana Control de acceso Puerto Exterior de Langosteira                                                           |          | Aduana Control de acceso Puerto Exterior de Langosteira                                                                                     |           |       |
|           |         |        | Sin enlaces |          | Sin enlaces |           |       |
|           |         |        | Túnel de la Costa 433 metros                                                                                      |          | Túnel de la Costa 433 metros |           |       |
|           |         |        | ENTRADA/SALIDA CERRADA Arteijo - Pastoriza La Coruña - Meicende (futuro enlace) En proyecto y pendiente DIA       |          | ENTRADA/SALIDA CERRADA Arteijo - Pastoriza La Coruña - Meicende (futuro enlace) En proyecto y pendiente DIA                                 |           |       |
|           |         |        | AG-55 La Coruña AC-552 Arteijo AG-55 Carballo E-70 A-6 Lugo - Madrid                                              |          | Inicio de la Autovía AC-15 | AG-55     |       |
|           |         |        | En redacción de proyecto Tramo: AG-55 - AC-14 (Tercera Ronda)                                                     |          | En redacción de proyecto Tramo: AG-55 - AC-14 (Tercera Ronda)                                                                               |           |       |